# Notti di terrore: Alba di tenebra
Notti di terrore: Alba di tenebra (Darkest Dawn) è un romanzo del genere horror per ragazzi, scritto da Robert Lawrence Stine. È il terzo e ultimo romanzo della trilogia Fear Street Nights della serie La strada della paura, preceduto da Notti di terrore: La vendetta e Notti di terrore: Giochi a mezzanotte.

## Trama

### Prologo
Jamie e Dana si stanno preparando per la festa di San Valentino. Le due ragazze, dopo gli ultimi drammatici eventi, sono molto unite e stanno cercando di tornare alla loro normale vita di adolescenti. Dalla finestra vengono spiate da un anonimo osservatore, che alla fine si rivela essere il diabolico Corvo con un Occhio Solo, già incontrato nel romanzo precedente e che sembra legato alla malvagia strega Angelica Fear, sconfitta da Dana. Dopo essersi allontanato, Jamie e Dana sono colte da un fortissimo prurito: le loro teste sono piene di vermi.

### Prima parte
Dopo che Angelica è stata sconfitta, la vita sembra essere tornata alla normalità per i ragazzi del Popolo della Notte, tranne che per Jamie: infatti, la ragazza è ancora tormentata dal pensiero che Angelica si fosse impossessata del suo corpo per uccidere due sue amiche, Ada e Whitney, oltre ad aver condotto alla morte Candy. Solo lei, il suo ragazzo Lewis e sua cugina Dana sono a conoscenza di questi avvenimenti, ma mantenere il segreto con il resto del gruppo non si rivela facile: una sera, infatti, Jamie e Lewis si trovano al cinema con Squalo, Nikki, Dana e il suo nuovo ragazzo Clark, capitano della squadra di basket del liceo. Durante la proiezione, Jamie vede sullo schermo una scena in cui Angelica attacca lei e Lewis e cerca di impossessarsi di nuovo del suo corpo. In preda allo spavento, Jamie descrive a Dana cosa ha visto ma la cugina la rassicura dicendo di averla vista addormentarsi e di avere avuto soltanto un incubo. Ancora scossa, Jamie torna a casa con Dana, dove poco dopo a sorpresa si presenta Lewis. Jamie si sfoga col ragazzo, dicendo di credere ancora di essere posseduta da Angelica e di avvertirla intorno a lei. Lewis decide di fugare ogni dubbio convincendo Jamie a lanciargli contro un incantesimo: se Angelica è ancora in lei, l'incantesimo funzionerà. Jamie segue il consiglio esitante, pronunciando una formula magica presente nel libro che aveva preso l'anno prima dalla casa dei Fear, ma l'incantesimo lanciato non produce effetti, quindi appare chiaro che Jamie non è più posseduta da Angelica, non avendo alcun potere magico. Questo non basta a tranquillizzare Jamie: rimasta sola, scorge le lettere della pagina dove aveva letto l'incantesimo, muoversi davanti ai suoi occhi, componendo la frase "il male vive ancora", rafforzando ancora di più le sue preoccupazioni.

### Seconda parte
Jamie non riesce a fare a meno di pensare a dove si trovi l'amuleto, il pendente di Angelica, la fonte del potere della strega. Sebbene Angelica fosse stata sconfitta, il pendente non era stato distrutto: il Corvo con un Occhio Solo lo aveva portato via. Quindi se il pendente era ancora da qualche parte, Angelica potrebbe essere sopravvissuta allo scontro con Dana. La tensione non si spezza nemmeno durante le uscite col Popolo della Notte: in una di queste infatti, Squalo trova delle biciclette e propone di fare una gara, alla quale prendono parte, oltre a lui, Clark e Lewis. Clark, facendo valere le sue doti atletiche, li semina facilmente, ma ad un tratto perde il controllo della bici, sbatte contro un fuoristrada parcheggiato e viene catapultato sul suo tettuccio con un fragoroso schianto: il ragazzo sopravvive, sebbene per lunghi attimi sembrasse morto. Pochi giorni dopo, Dana, vedendo la cugina sempre sempre turbata, la convince ad accompagnarla a un mercatino delle pulci vicino alla scuola, dove vendono gli oggetti più svariati a prezzi economici: nei pressi del mercatino, Jamie nota in un piccolo negozietto di bigiotteria, un braccialetto argentato con perle blu incastonate, che le ricorda il pendente. Convinta che quel gioiello possa avere un legame con l'amuleto dei Fear, Jamie trascina Dana nel negozietto, con vivo interesse per l'oggetto. La commessa conferma loro che quel gioiello proveniva dalla casa dei Fear, dove una sua trisavola lavorava come domestica e lo aveva trafugato. Ormai ossessionata dal pendente e dai Fear, Jamie vuole a tutti i costi comprare il braccialetto, ma né lei né Dana possono permetterselo, e nemmeno Lewis, che incontrano lì per caso. All'insaputa di Jamie, Lewis lo ruba, e mentre la riaccompagna a casa, glielo consegna. Jamie lo accetta riluttante, indignata dal gesto del suo ragazzo, che a suo dire sembra comportarsi in modo diverso dal solito e per certi versi stenta nel riconoscerlo. Rientrata a casa, nasconde il bracciale nel cassetto, pensando di aver sentito la voce di Angelica provenire dalle pietre e disgustata da come Lewis lo aveva ottenuto. Tormentata dai pensieri su Angelica e non riuscendo a dormire, si dirige al Nights. Qui trova Dana che amoreggia con il suo ex ragazzo Nate, nonostante sia impegnata con Clark. Il disgusto verso il comportamento della cugina viene presto accantonato dall'ascolto di una conversazione tra Nikki e Squalo: cercando di dare un senso alle tragiche morti dei mesi precedenti, Nikki teorizza che ci possa essere una sorta di maledizione sul liceo di Shadyside, la scuola frequentata dalle vittime. Il giorno seguente si tiene l'ultimo allenamento della squadra di basket prima della partita di campionato: poiché Clark è il capitano della squadra, Jamie, pressata da Dana, vi deve assistere controvoglia sulle gradinate insieme agli amici. A un certo punto, comincia a sentirsi male e si allontana a fatica dagli spalti, e proprio in quel momento della lamiera comincia a frantumarsi, facendo crollare le gradinate. La squadra di basket sospende l'allenamento per soccorrere gli spettatori. Jamie, ripresasi dal malessere e rendendosi conto della situazione, cerca i suoi amici: sono tutti sani e salvi, tranne Nikki, che trova morta schiacciata e stritolata tra le lamiere.

### Terza parte
A Waynesbridge, dove Nikki viveva e frequentava il liceo, si tiene il funerale della ragazza. Al termine della cerimonia, Dana e Jamie si fermano a mangiare in un McDonald's, sebbene Jamie non sia così affamata, ancora troppo scossa dall'accaduto. Jamie non riesce a smettere di pensare all'amica deceduta, e sul momento le torna in mente la sua teoria sulla maledizione del liceo di Shadyside. Non poteva essere corretta: Nikki non frequentava il liceo a Shadyside, ma a Waynesbridge. Riferendo alla cugina le conclusioni a cui era giunta Nikki, Dana ricorda all'improvviso che, durante il loro scontro, Angelica le aveva rivelato il suo piano di voler uccidere tutte le persone che avevano trafugato l'anno prima nella sua casa, tutti i suoi beni e i suoi cimeli, e che non avendo non capito a cosa si riferisse, non ci aveva dato molta importanza. Tutte le vicende accadute iniziano quindi ad avere un senso: infatti, tutte le ragazze morte, ossia Candy, Ada, Whitney e Nikki, erano presenti il giorno in cui il Popolo della Notte aveva scoperto la stanza segreta in casa dei Fear e tutte loro avevano portato via qualche oggetto da lì. Lo stesso valeva anche per lei, Lewis, Nate, Squalo e per altri membri del Popolo della Notte. A questo punto, Jamie è convinta più di prima che Angelica sia ancora viva e che vuole ucciderli tutti. Quella notte recupera il braccialetto con le pietre blu, sperando abbia qualche potere magico, per richiamare Angelica e fermarla, ma senza successo. Con tutte queste nuove rivelazioni in testa, Jamie ha bisogno di parlare con qualcuno, quindi si reca al Nights sperando di trovarvi Lewis. A Fear Street però non ci sono luci: il Nights e il centro commerciale sono spariti. Al loro posto Jamie scorge la vecchia casa dei Fear, che riconosce a stento, dal momento che il suo aspetto non è quello che ricordava, vecchio e fatiscente, ma nuovo e maestoso, ossia l'aspetto che doveva avere cent'anni prima. Una forza misteriosa attrae Jamie nella casa e vi trova nient'altri che Simon Fear, malvagio stregone marito di Angelica. È lui quindi la nuova minaccia, non Angelica. Fuggita da lì, corre perdifiato a casa di Lewis e obbliga il ragazzo a recarsi a Fear Street con lei così che possa vedere anche lui la casa dei Fear riapparsa, dimostrandogli che le sue paure erano sempre state fondate. Sul posto però la casa non c'è più, ma sono riapparsi il centro commerciale e il Nights.

### Quarta parte
Alla Fattoria Miller viene organizzata dal coach della squadra di basket del liceo di Shadyside una festa attorno a un grande falò, come buon auspicio per l'importante match contro la squadra rivale del liceo di Riverview. Sono numerosi i ragazzi del liceo a prendere parte all'evento, compresi i ragazzi del Popolo della Notte. La squadra viene presentata e celebrata dai partecipanti, mentre il falò viene acceso. Improvvisamente, esso si sbilancia da una parte, franando rovinosamente, nei pressi di un fienile, da cui comincia a divampare un incendio, che ben presto si propaga nei dintorni della fattoria. Dopo l'arrivo dei soccorsi, l'incendio viene domato: tutti i partecipanti sono fuori pericolo, a parte Aaron e Galen che sembrano scomparsi. Jamie, Lewis e Squalo vanno a cercarli e con orrore li trovano lontano dalla fattoria, appesi a due pali, imbottiti di paglia come due spaventapasseri, senza vita. Una settimana più tardi, al Nights, tra i "sopravvissuti del Popolo della Notte", come ormai si definiscono a seguito degli eventi accaduti, si diffondono inquietudine e sconforto: ormai sono rimasti solo in sei, ossia Jamie, Lewis, Dana, Clark, Nate e Squalo, tutti gli altri sono morti. Jamie e Dana sono le uniche a sapere la verità, ma dal momento che Dana e Clark non sembrano in pericolo, non essendo presenti il giorno in cui il Popolo della Notte prese possesso degli oggetti trovati in casa dei Fear, solo Jamie può salvare i suoi amici e se stessa dal mortale nemico. Tornata a casa dopo aver bruscamente salutato gli amici, Jamie estrae nuovamente il braccialetto: recitando una formula, spera di sfruttarne il possibile potere per rievocare la casa dei Fear e i suoi padroni. Il suo incantesimo sembra funzionare dato che la casa è apparsa nuovamente, ma quando vi entra incontra solo il terribile Corvo con un Occhio Solo che la aggredisce. Lewis, che l'ha seguita fin lì, interviene, colpendo l'animale. Jamie è felice di vederlo, ma è stupita dal fatto che non sembra sorpreso di trovarsi in una casa che dovrebbe essere stata demolita l'anno prima. Lewis, comportandosi in modo strano, la obbliga a seguirlo in una stanza. Qui si trovano, spaventati e confusi, Dana, Nate e Squalo. Jamie chiede al suo ragazzo spiegazioni ma si rende presto conto che non è con lui che sta parlando, ma con il crudele Simon Fear: era lui il responsabile delle morti di Aaron, Galen e Nikki. Nello stesso modo in cui Angelica aveva sfruttato il potere del pendente per impossessarsi del corpo di Jamie e compiere i delitti, lo stesso aveva fatto Simon col corpo di Lewis, lo stesso giorno in cui i due ragazzi ebbero quell'incidente al cantiere in Fear Street l'anno prima. Quando Angelica fu sconfitta da Dana, sotto le sembianze del Corvo con un Occhio Solo Simon era riuscito a recuperare il pendente: grazie al suo potere, completerà il piano di vendetta iniziato dalla moglie e ne vendicherà la morte uccidendo gli amici di Jamie, risparmiando invece la ragazza, che sotto il suo controllo diverrà la sua nuova compagna al posto della defunta Angelica. Jamie non può opporsi al giogo di Simon a causa del braccialetto, un semplice monile senza poteri propri ma soggetto a quelli dell'amuleto. Simon pietrifica gli amici di Jamie, per impedirne la fuga e obbliga Jamie a ucciderli consegnandole l'amuleto. Questa mossa si rivela un errore, in quanto Jamie non è realmente soggiogata, ma aveva finto per farsi consegnare l'amuleto: utilizzando il suo potere e degli incantesimi che aveva imparato leggendo il libro trafugato dalla casa dei Fear l'anno prima, riesce a sconfiggere Simon. Tentando di utilizzare l'amuleto per salvare gli amici, lo perde. La casa e lo stesso pendente scompaiono, lasciando posto al buio. D'un tratto ricompaiono le solite luci del centro commerciale di Fear Street. Accanto a Jamie c'è Lewis, stordito e confuso, così come Nate, Dana e Squalo, appoggiati alla parete del Nights. Nessuno ricordava niente di quello che è successo e Jamie decide di non raccontarglielo. Finalmente i Fear sono stati sconfitti e Jamie e i suoi amici possono lasciarsi definitivamente alle spalle le tremende vicende vissute.

## Personaggi

### Popolo della Notte
- Jamie Richards: viene descritta come una ragazza socievole e simpatica e tra le più carine della scuola, almeno secondo Nate. Lei e il suo ragazzo Lewis hanno fondato il Popolo della Notte. A seguito di un incidente nel cantiere presso il luogo dove sorgeva casa Fear, è costretta a ripetere l'ultimo anno di liceo a Shadyside. Sempre a causa dell'incidente, lo spirito della strega Angelica Fear prende possesso del suo corpo, con cui la strega porta avanti il suo piano di vendetta contro il Popolo della Notte, uccidendo Candy, Ada e Whitney. Salvata dalla cugina Dana, che ha sconfitto Angelica, è ancora scossa e terrorizzata dalla possibilità che Angelica torni a reimpossessarsi del suo corpo. La vicenda dello scorso romanzo unisce le due cugine, consolidandone il rapporto, che in passato non era buono. Durante la storia, emerge la sua ossessione per il pendente e per Angelica, che si rivelerà in parte fondata: scoprirà infatti che la minaccia dei Fear non è ancora scongiurata e che il marito di Angelica, Simon Fear, è intenzionato a concludere ciò che la moglie aveva iniziato. Riuscirà infine a sconfiggere Simon salvando i suoi amici.
- Lewis Baransky: è il ragazzo di Jamie, con cui ha fondato il Popolo della Notte. Rimane vittima, con Jamie, di un incidente al cantiere presso il luogo in cui sorgeva casa Fear, a causa del quale deve ripetere l'ultimo anno di liceo a Shadyside. Lewis è descritto come un ragazzo pacato, riflessivo e introverso, mentre dopo l'incidente è diventato più esuberante, estroverso e avventato, arrivando addirittura a rubare un monile che Jamie desiderava e non poteva permettersi, per regalarglielo. Si scopre che nell'incidente al cantiere, Simon Fear, stregone malvagio e marito di Angelica, ha preso possesso del suo corpo come la stessa Angelica aveva fatto con Jamie, per portare a termine la loro vendetta contro i ragazzi del Popolo della Notte (da ciò si spiega il cambiamento caratteriale del giovane).
- Dana Fear: è la cugina di Jamie. Si è trasferita a casa dei Richards dopo la morte della madre, in quanto il padre non è più in grado di mantenerla. È riuscita finalmente ad ambientarsi alla nuova vita a Shadyside, dopo le difficoltà avute al suo arrivo. Fisicamente somiglia molto a Jamie, motivo forse per cui Nate ebbe interesse per lei appena conosciuta. È una ragazza piuttosto estroversa ed esuberante e con un carattere forte, dovuto principalmente a un'infanzia non felice e a episodi difficili come la morte della madre e del suo ragazzo Dustin. Nonostante questa forza, ha dimostrato anche un lato molto sensibile. Ha un gran talento per il canto. Ha avuto una relazione con Nate, che però si è conclusa quando il ragazzo non fu più in grado di sostenerla dalle accuse di aver ucciso Ada e Whitney. Ha una relazione con Clark, capitano della squadra di basket del liceo: sebbene appaia come una relazione stabile, la stessa Jamie ha potuto vedere come Dana sia in realtà infedele a Clark, dal momento che la ragazza ha ancora degli incontri occasionali con Nate, verso il quale nutre ancora un interesse.
- Nate Garvin: è descritto come un tipico "bravo ragazzo", una persona tranquilla, calma, riflessiva, anche se spesso capita che finisca nei guai con l'amico Squalo. Ha avuto una relazione con Dana, che finì quando il ragazzo non riuscì più a sostenerla quando era accusata degli omicidi di Ada e Whitney. Pentitosi del gesto, fa di tutto per rimettersi con lei: sebbene ufficialmente Dana lo rifiuti, in quanto impegnata in una relazione con Clark, durante la vicenda la ragazza risulta ancora interessata a Nate, con cui ha degli incontri occasionali, tradendo di fatto Clark. Prima di lei ebbe una relazione con Ada, entrata in crisi con l'arrivo di Dana a Shadyside. Nel primo romanzo è protagonista di vari spiacevoli incidenti, causati da Angelica per attentare alla sua vita e a quella dei suoi amici.
- Bart "Squalo" Sharkman: il migliore amico di Nate, è un ragazzo irrequieto e spesso impulsivo. Viene chiamato da tutti "Squalo", per via del cognome (Shark) e per il suo carattere. È molto allegro e non perde mai occasione per scherzare e fare battute. Ha una relazione con Nikki.
- Nikki Howitz: la ragazza di Squalo. Al contrario degli altri ragazzi, non frequenta il liceo di Shadyside, ma nella località vicina di Waynesbridge. Muore durante l'ultimo allenamento della squadra di basket del liceo di Shadyside, finendo schiacciata dalle lamiere delle gradinate crollate. La sua morte mette fine all'ipotesi, da lei stessa introdotta, che le morti precedenti potessero essere dovute a una maledizione sul liceo di Shadyside.
- Clark: è il nuovo ragazzo di Dana. Gioca a basket nella selezione del liceo di Shadyside. Come ragazzo di Dana, diventa anche lui un membro del Popolo della Notte, sebbene la sua partecipazione non sia così assidua, per via del fatto di dover mantenersi in forma per le partite.
- Galen: amico di Nate e Squalo. Il suo migliore amico è Aaron. Viene ucciso durante il grande falò organizzato per celebrare l'importante sfida della squadra di basket della scuola.
- Aaron: amico di Galen. Viene ucciso durante il grande falò organizzato per celebrare l'importante sfida della squadra di basket della scuola.

### Altri
- Simon Fear: un malefico stregone, nonché marito di Angelica Fear, sconfitta nel romanzo precedente. Col potere del pendente, anche lui torna nel mondo dei vivi prendendo possesso del corpo di Lewis, il ragazzo di Jamie, nell'incidente al cantiere. Dopo la morte della moglie, sconfitta da Dana, è deciso a portare a termine la vendetta contro il Popolo della Notte, reo di aver rubato in casa Fear i suoi preziosi cimeli e di aver ucciso sua moglie. Inoltre, progetta di rendere Jamie la sua compagna, trasformandola in un doppio di Angelica coi poteri del pendente. Viene sconfitto da Jamie.
- Ryland O'Connor: barista del Nights. Viene descritto come un uomo alto e massiccio, con una cicatrice sul volto la cui origine è sconosciuta. Ama molto lavorare nel locale e sebbene dica il contrario, è contento della presenza del Popolo della Notte nel suo locale, essendo una scusa per tenerlo aperto e avere qualche incasso extra.
- Corvo con un Occhio Solo: un particolare corvo, senza un occhio, che vive nel bosco di Fear Street, il quale normalmente non presenta fauna. La sua relazione coi Fear viene chiarita nel romanzo: Simon, talvolta, prende possesso del suo corpo per spostarsi più liberamente. Simon cercherà di servirsene per sfuggire alla sconfitta definitiva contro Jamie, fallendo.
- Lissa: è una amica di Aaron, con cui ha una relazione.

## Edizioni
- R. L. Stine, Notti di terrore: Alba di tenebra, traduzione di Sara Marcolini, collana Dark Magic, Arnoldo Mondadori Editore, 2007,  p. 162, ISBN 978-88-04-56550-5.